# Giovanni Grazioli
Giovanni Grazioli (né le 9 mars 1959 à Robbio) est un athlète italien, spécialiste du sprint.

## Carrière
Il termine 4e du 100 m lors des Championnats d'Europe juniors 1977.
Il détient le record du monde universitaire du relais 4 x 100 m, en 38 s 42, également record d'Europe, depuis septembre 1979.
Depuis son titre aux Gymnasiades, il détient le record national cadets en 10 s 49 obtenu à Orléans le 26 juin 1976 (encore détenu en 2017) et un record personnel de 10 s 26, atteint lors de l'Universiade de 1979 à Mexico.
Après avoir participé à quatre éditions des Championnats d'Europe en salle, la dernière en 1983, il abandonne la compétition en 1984, à seulement 26 ans, en raison de blessures répétées. En 1983, il avait remporté le titre national italien du 60 m en salle en 6 s 68, record personnel.

## Palmarès
| Date | Compétition                    | Lieu   | Place | Épreuve   | Performance |
| ---- | ------------------------------ | ------ | ----- | --------- | ----------- |
| 1978 | Championnats d'Europe en salle | Milan  | 5e    | 60 m      | 6 s 76      |
| 1979 | Jeux méditerranéens            | Split  | 1er   | 4 × 100 m | 39 s 27     |
| 1979 | Universiades                   | Mexico | 1er   | 4 × 100 m | 38 s 42     |